# 素盞嗚神社 (東伊豆町)
素戔嗚神社（すさのおじんじゃ）は、静岡県賀茂郡東伊豆町稲取にある神社。地元では「素戔鳴神社」表記が用いられることも多い。
同地区の八幡神社の兼務社であり、御朱印は下述する「雛段飾り」期間中（2月下旬-3月上旬）に、素盞嗚神社にて得ることができる。

## 概要
稲取地区の北東、集落中心部から国道135号へと上がっていく坂の途中に鎮座している。
創建は元和3年（1617年）。7月15日-16日の例大祭では、神輿の町内巡行が行われる。
また、稲取地区全体で催される「雛のつるし飾りまつり」（1月下旬-3月末）期間中の半ば頃、2月下旬-3月上旬に、素盞嗚神社では118段の階段を利用した「素盞鳴神社雛段飾り」が行われる。

## 祭神
- 素盞嗚命